# Powiat Benešov
Powiat Benešov (czes. Okres Benešov) – powiat w Czechach, w kraju środkowoczeskim.
Jego siedziba znajduje się w mieście Benešov. Powierzchnia powiatu wynosi 1523,48 km², zamieszkuje go 93 392 osób (gęstość zaludnienia wynosi 61,32 mieszkańców na 1 km²). Powiat ten liczy 114 miejscowości, w tym 10 miast.
Od 1 stycznia 2003 powiaty nie są już jednostką podziału administracyjnego Czech. Podział na powiaty zachowały jednak sądy, policja i niektóre inne urzędy państwowe. Został on również zachowany dla celów statystycznych.

## Struktura powierzchni
Według danych z 31 grudnia 2003 powiat ma obszar 1523,48 km², w tym:
- użytki rolne – 62,23%, w tym 76,99% gruntów ornych
- inne – 37,77%, w tym 72,75% lasów
- liczba gospodarstw rolnych: 1083

## Demografia
Dane z 31 grudnia 2003:
| Opis        | Ogółem | Kobiety       | Mężczyźni     |
| ----------- | ------ | ------------- | ------------- |
| populacja   | 93 392 | 47 381 50,73% | 46 011 49,27% |
| średni wiek | 39,5   | 41,19         | 38,26         |

- gęstość zaludnienia: 61,32 mieszk./km²
- 52,22% ludności powiatu mieszka w miastach.

## Zatrudnienie
| Mieszkańcy ze stałym zatrudnieniem | 21 036       |
| Średnia pensja miesięczna          | 14 636 koron |
| Bezrobotni                         | 2 239        |
| Stopa bezrobocia                   | 4,67%        |

## Szkolnictwo
W powiecie Benešov działają:
| Rodzaj szkoły                   | Liczba szkół |
| ------------------------------- | ------------ |
| Przedszkola                     | 46           |
| Szkoły podstawowe               | 34           |
| Gimnazja                        | 2            |
| Szkoły średnie techniczne       | 8            |
| Szkoły średnie ogólnokształcące | 5            |
| Szkoły wyższe                   | 2            |

## Służba zdrowia
| Lekarze                               | 287 |
| Szpitale                              | 1   |
| Specjalistyczne ośrodki terapeutyczne | 5   |
| Gabinety dentystyczne                 | 48  |
| Apteki                                | 19  |